# بيغونيا سانشيز
بيغونيا سانشيز (بالإسبانية: Begoña Sánchez)‏ مواليد 26 يونيو 1969، هي لاعبة كرة يد إسبانية سابقة. مثلت منتخب إسبانيا لكرة اليد للسيدات. شاركت في دورة الألعاب الأولمبية الصيفية سنة 1992.

## روابط خارجية
- بيغونيا سانشيز على موقع أوليمبيديا (الإنجليزية)